# (18843) Ningzhou
(18843) Ningzhou (1999 RK22) – planetoida z pasa głównego asteroid okrążająca Słońce w ciągu 5,21 lat w średniej odległości 3 j.a. Odkryta 7 września 1999 roku.